# التحررية في الولايات المتحدة

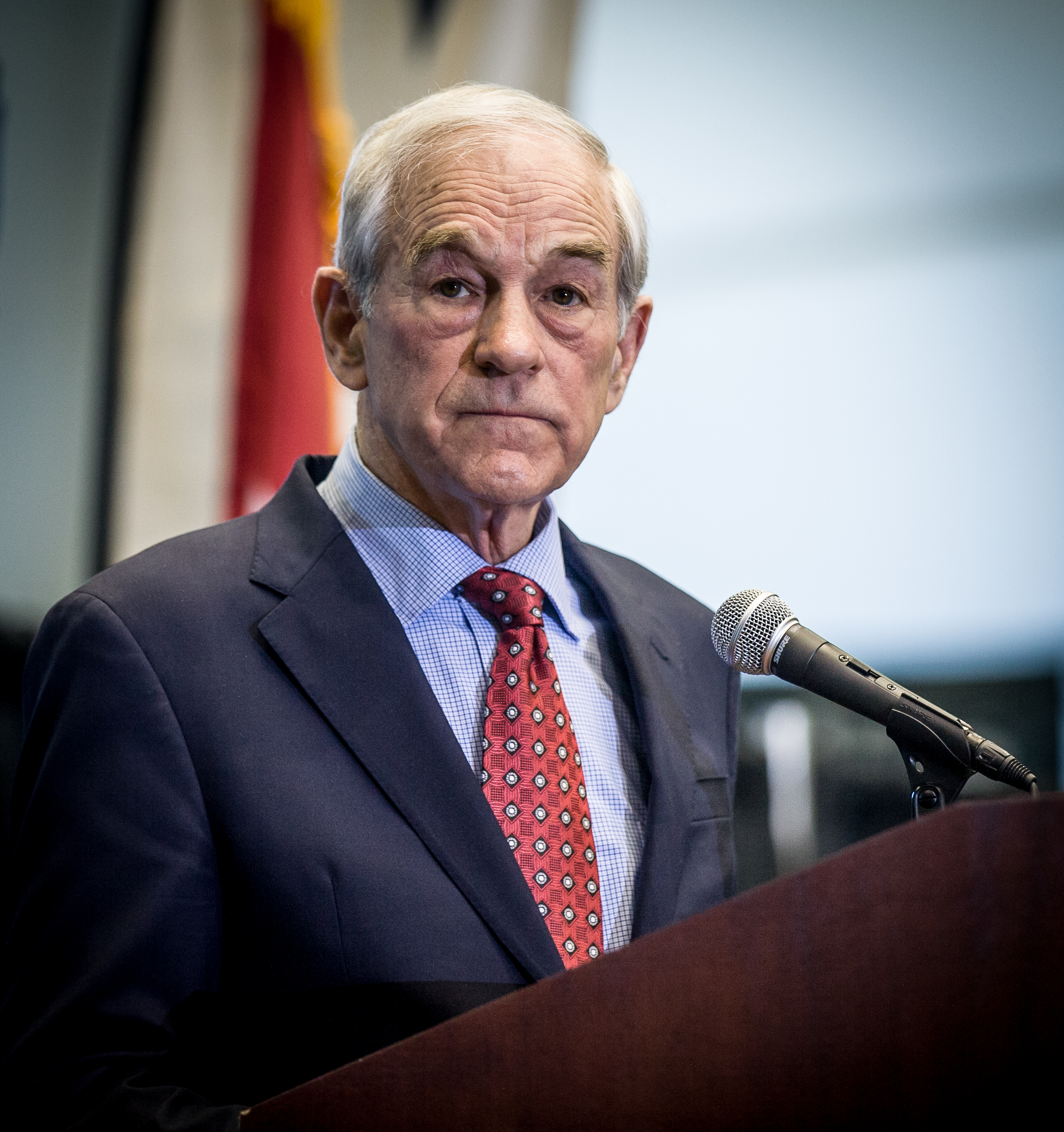
النائب السابق للولايات المتحدة رون بول من تكساس، الذي أطلق موجة من الأيديولوجية التحررية في الولايات المتحدة أثناء ترشحه لمنصب الرئيس في عامي 2008 و2012

تُعتبر التحررية في الولايات المتحدة أو الليبرتارية في الولايات المتحدة فلسفةً سياسيةً وحركة تعزز الحرية الفردية. وفقًا للمعاني الشائعة في السياسات المحافظة والليبرالية في الولايات المتحدة، وُصفت التحررية بأنها محافظة في القضايا الاقتصادية (الليبرالية الاقتصادية) وليبرالية في الحرية الشخصية (التحررية المدنية)، وغالبًا ما ترتبط التحررية بالسياسة الخارجية القائمة على عدم التدخل. يوجد عمومًا تقليدان رئيسيان في التحررية: التحررية التي طورها المؤلف الأناركي الرأسمالي موراي روثبارد، واستنبطها من ليبرتارية القرن التاسع عشر، مع الأناركيين الفرديين الأمريكيين مثل بنجامين تاكر وليسراندر سبونر من خلال رفض نظرية قيمة العمل لصالح المدرسة النمساوية في الاقتصاد والنظرية الذاتية للقيمة؛ أما الآخر فهو التحررية التي تطورت كإحياء لليبرالية الكلاسيكية في الولايات المتحدة بعد أن غدت الليبرالية مرتبطةً بالصفقة الجديدة، وتضمنت قائمة أنصارها سياسيين من أمثال ديفيد نولان ورون بول.
يشيع استخدام مصطلح الليبرتاري دوليًا للإشارة إلى الاشتراكيين المناهضين للدولة، لكن انحرف معناه في الولايات المتحدة عن أصوله السياسية لدرجة اختلاف المعنى الشائع لليبرتاري في الولايات المتحدة عن أي مكان آخر. يؤكد الحزب الليبرتاري على المعتقدات الأساسية التالية: «يدعم الليبرتاريون تحقيق أكبر قدر ممكن من الحرية في الأمور الشخصية والاقتصادية على حد سواء، ويدعون إلى حكومة أصغر؛ حكومة تقتصر مهامها على حماية الأفراد من الإكراه والعنف. يميل الليبرتاريون إلى تبني المسؤولية الفردية ومعارضة البيروقراطية الحكومية والضرائب، وتعزيز الأعمال الخيرية الخاصة، والتساهل مع أنماط الحياة المتنوعة، ودعم السوق الحرة، والدفاع عن الحريات المدنية».
تُعتبر التحررية اليمينية الشكل السائد من التحررية في الولايات المتحدة مقارنة بالتحررية اليسارية، وترتبط بصورة وثيقة بأفراد مثل موراي روثبارد وروبرت نوزيك، الذي لقي كتابه بعنوان الأناركية والدولة ويوتوبيا اهتمامًا كبيرًا في الأوساط الأكاديمية. ترتبط التحررية اليسارية بالجناح اليساري للحركة التحررية الحديثة ومؤخرًا بالمواقف السياسية المتعلقة بالفلاسفة الأكاديميين: هيليل ستاينر وفيليب فان باريجس وبيتر فالينتين، والتي تجمع بين ملكية الذات والنهج القائم على المساواة في الموارد الطبيعية، وترتبط أيضًا بالفروع المؤيدة لأناركية السوق الحر والمعادية للرأسمالية مثل أناركية السوق اليسارية، ويشار إليها باسم التحررية اليسارية سوقية التوجه لتميز نفسها عن الأشكال الأخرى من التحررية. تشمل التحررية الميول الأناركية والتحررية الاشتراكية، على الرغم من عدم انتشارها بصورة واسعة مقارنةً مع بلدان أخرى. جادل موري بوكتشين، الليبرتاري ضمن هذا التقليد الاشتراكي، بأنه ينبغي على الأناركيين والاشتراكيين الليبراليين واليسار أن يطالبوا بمصطلح الليبرتاري لأنفسهم، ويقترح على أولئك الذين أعلنوا أنفسهم ليبرتاريين أن يحملوا لقب تملّكيين بدلاً من ذلك. على الرغم من معارضة جميع الليبرتاريين التدخل الحكومي، يوجد انقسام بين هؤلاء الأناركيين أو الليبرتاريين الاشتراكيين وكذلك الرأسماليين الأناركيين مثل روثبارد وديفيد فريدمان الذين يلتزمون بالموقف المناهض للدولة، ويرون فيها شرًا لا لزوم له؛ وغالبًا ما يشار إلى دُعاة مذهب المركزية الأدنى للدولة مثل نوزيك ممن يؤمنون بالحاجة الضئيلة لوجود الدولة باسم أنصار الدولة الحارسة؛ باللإضافة إلى الليبرتاريين الكلاسيكيين الذين يدعمون وجود حكومة مصغرة وتراجع دولة الرفاهية بصورة كبيرة.
ينخرط بعض الليبرتاريين داخل الأحزاب التحررية والجمهورية (انظر الجمهوريين الليبرتاريين) والديمقراطية (انظر الديمقراطيين الليبرتاريين) بينما يحافظ آخرون على استقلالهم. وجدت مؤسسة غالوب عبر عشرين استطلاع حول هذا الموضوع على مدى ثلاثة عشر عامًا أن الناخبين الذين يُعرّفون بأنهم ليبرتاريون تتراوح نسبتهم بين 17-23٪ من الناخبين الأمريكيين. على أي حال، وجد استطلاع أجراه مركز بيو عام 2014 أن 23٪ من الأمريكيين الذين يعرّفون بأنهم ليبرتاريون يمتلكون القليل من الفهم حول التحررية. يرتبط اللون الأصفر من الناحية السياسية بالليبرالية في جميع أنحاء العالم، واستُخدم أيضًا كلون سياسي لليبرتارية الحديثة في الولايات المتحدة. غالبًا ما يستخدم علم غادسدن -وهو رمز استخدمه الثوار الأمريكيون لأول مرة- من قبل الليبرتاريين وحركة حزب الشاي ذات الميول التحررية.

## تعريف
أشار مصطلح الليبرتاري إلى دعاة حرية الإرادة منذ القرن التاسع عشر، أو إلى أي شخص دعا عمومًا إلى الحرية، لكن يعود ارتباطه الطويل مع الأناركية إلى عام 1858 على أقل تقدير، عندما استُخدم كاسم لصحيفة نيويورك الأناركية لو ليبرتاير. استخدم الأناركي سيباستيان فور المصطلح في وقت لاحق من القرن ذاته للتمييز بين الأناركيين والاشتراكيين السلطويين. اعتُبر مصطلح الليبرتاري مرادفًا للأناركية، لكن خفّ هذا الترادف مؤخرًا نتيجة تبني المصطلح من قبل مجموعات عديدة متباينة أيديولوجيًا. اصطلاحيًا، يمكن أن يشمل الليبرتاريون كلاً من الماركسيين اليساريين الجدد (الذين لا يرتبطون بحزب طليعي) والليبراليين المتطرفين (المعنيين في المقام الأول بالحريات المدنية). بالإضافة إلى ذلك، يستخدم بعض الأناركيين مصطلح الاشتراكي الليبرتاري لتجنب الدلالات السلبية للأناركية والتأكيد على ارتباطها بالاشتراكية.
جاءت حركة إحياء أيديولوجيات السوق الحرة خلال الفترة ما بين منتصف القرن العشرين وأواخره مع خلاف حول تسمية الحركة. فضّل بعض الليبرتاريين المحافظين مصطلح الليبرتاري، بينما رفض العديد منهم ارتباط المصطلح مع اليسار الجديد في ستينيات القرن العشرين ودلالاته على مذهب اللذة الإباحي. تنقسم الحركة حول استخدام مصطلح المحافظة كبديل. عُرف لاحقًا أولئك الذين يسعون إلى الحرية الاقتصادية والاجتماعية في النظام الرأسمالي باسم الليبراليين، لكن ظهرت ارتباطات لهذا المصطلح تتعاكس مع أهداف الحركة المتمثلة بالحكومة المحدودة، والضرائب المنخفضة، والحد من سلطة الدولة. تشمل التغيرات الاسمية لحركة إحياء السوق الحرة كلًا من الليبرالية الكلاسيكية والليبرالية الاقتصادية وليبرالية السوق الحرة والنيوليبرالية. كمصطلح، يتمتع مصطلحا الليبرتاري أو الليبرتاري الاقتصادي بقبول عام عند وصف عضو في الحركة، إذ يعتمد المصطلح الأخير على كل من الأولوية الاقتصادية في الأيديولوجيا والتمييز عن ليبرتاريي اليسار الجديد.
يتميز بعض الليبرتاريين الأمريكيين المعاصرين عن التقليد الليبرتاري السائد عبر علاقتهم بحقوق الملكية ورأس المال، بينما تشترك كل من التحررية التاريخية والتحررية الاقتصادية المعاصرة في كراهية عامة لسلطة الحكومة، تستثني الأخيرة السلطة الممارسة عبر رأسمالية السوق الحرة. تاريخياً، دعم الليبرتاريون بمن فيهم هربرت سبنسر وماكس ستيرنر إلى حد ما حماية حرية الفرد من سلطة أصحاب الممتلكات الحكومية والخاصة على حد سواء. على النقيض من ذلك، بينما يدين الليبرتاريون الأمريكيون الحديثون التعدي الحكومي على الحريات الشخصية، يدعم بعضهم الحريات القائمة على حقوق الملكية الخاصة. يُعتبر إلغاء المرافق العامة موضوعًا مشتركًا ضمن بعض الكتابات التحررية الأمريكية الحديثة.